# 東京都職員共済組合青山病院
東京都職員共済組合青山病院（とうきょうとしょくいんきょうさいくみあいあおやまびょういん）は、かつて東京都渋谷区に存在した病院である。
運営者は東京都職員共済組合で、「青山病院」の通称で知られた。青山・表参道地区においては最大の医療機関であったが、2008年（平成20年）3月をもって廃院となった。

## 概要
病院は青山病院となる以前には「交通病院（交通局病院）」で、青山通りに続く隣接地にはかつて都電の車庫があり、交通病院の周囲には電車を運転する練習用の線路が一周していたこともあった。
青山病院は1968年（昭和43年）12月2日、この交通局病院に、東京都職員共済組合が運営していた飯田橋病院（筑土八幡町）と、東京都健康保険組合（廃止）が運営していた明石病院（明石町）を統合して設立された。
当初は東京都共済組合組合員のための職域病院であったが、1987年（昭和62年）からは一般患者の診療も開始、2002年（平成14年）には清瀬病院（東京都清瀬市竹丘）の廃止を受けて再編、健康管理センターも設置された。
病院として最盛期には11の診療科を擁していたものの、2004年（平成16年）の新医師臨床研修制度開始後には、医師不足のために複数の診療科で医局人事による派遣医師の引き上げが生じた。
2006年（平成18年）、『「青山病院のあり方」に関する検討委員会報告書』において、特色に欠ける病院であること、医師の確保が困難であること、赤字体質からの脱却が見込めないこと、施設も建て替えの必要があるが120億円から170億円の資金調達の要があることなどから、「病院本体の運営は廃止し、病院の有する健康管理機能を拡充していくべき」との提言が出された。これに従って、青山病院は2008年（平成20年）3月をもって廃院となった。
病院は東京都共済組合組合員のための職域病院として、診療時には西新宿の東京都庁から渋谷区役所経由の連絡バスも運行されていた。
跡地の暫定利用としてTBSハウジング渋谷会場（東京ホームズコレクション）が2013年（平成25年）4月27日
から2019年（令和元年）6月30日まで開設された。2025年8月からは「青山キャンパス」（近隣の青山学院大学とは無関係）と称する、複数の区立学校の仮設校舎となり2030年度まで使用される予定。

## 沿革
- 1966年（昭和41年）4月 - 東京都職員共済組合が旧交通局病院（渋谷区神宮前）を青山病院として引継を受ける
- 1968年（昭和43年）12月2日 - 東京都職員共済組合青山病院開設
- 1980年（昭和55年）6月 - 人工透析室設置
- 1987年（昭和62年）4月1日 - 保険医療機関、国民健康保険療養取扱機関に指定（組合員以外の診療開始）
- 1996年（平成8年）4月1日 - 内科を第一内科（呼吸器・循環器系中心）と第二内科（消化器・代謝系中心）に分科
- 1994年（平成6年）4月1日 - 形成外科を開設
- 2002年（平成14年）4月 - 健康管理センター発足
- 2006年（平成18年）12月21日 - 「青山病院のあり方」に関する検討委員会報告書
- 2007年（平成19年）
  - 12月7日 - 人間ドック終了
  - 12月 - すべての科の診療を停止
- 2008年（平成20年）3月31日 - 廃止。後に建物は株式会社フジムラにより解体された

## 診療科
- 内科（第一内科・第二内科）
- 神経科
- 外科
- 整形外科
- 皮膚科
- 泌尿器科
- 婦人科
- 眼科
- 耳鼻咽喉科
- 放射線科
- 麻酔科